# Valle de Arriba
Valle de Arriba es una de las entidades de población que conforman el municipio de Santiago del Teide, en la isla de Tenerife —Canarias, España—.

## Toponimia
Su nombre hace alusión a su localización en la parte más alta del valle de Santiago.

## Geografía
Se encuentra tan solo a dos kilómetros del casco urbano de Santiago del Teide, a una altitud de 1010 m s. n. m.
El barrio cuenta con una iglesia, un centro cultural y otro multifuncional, así como con un colegio público.
El Valle de Arriba es el reflejo de una economía basada en la agricultura de secano; por ello, la población y los cultivos se sitúan en la zona húmeda; los caseríos se localizan en las aéreas que poseen la mayor superficie de suelo disponible del municipio, en las proximidades de una importante zona forestal, en torno a la carretera que une el suroeste de la isla con la zona de barlovento por el puerto de Erjos. En todo este conjunto aún queda una agricultura residual de secano, cereales y pastizales, así como plantas forrajeras, sobre todo tagasastes, para la pobre ganadería que aún subsiste en la zona, sobre todo la caprina.
Hay pequeñas agrupaciones de viviendas que aprovechan los espacios no ocupados por las lavas, en los cuales afloran materiales anteriores que son la continuación del macizo de Teno al otro lado de Valle, donde destaca la ladera de El Bicho y la montaña de La Hoya; en su dorso se localiza Arguayo, mientras que Las Manchas y El Molledo se sitúan en los espacios que los coladas han dejado sin cubrir en el valle.
Gran parte de la superficie de Valle de Arriba se encuentra incluida en la reserva natural especial del Chinyero.

## Demografía
| Año        | 2000 | 2005 | 2010 | 2015 | 2020 |
| ---------- | ---- | ---- | ---- | ---- | ---- |
| Habitantes | 94   | 108  | 115  | 101  | 100  |

## Comunicaciones
Se llega a través del Camino Real que parte del casco de Santiago del Teide.

### Transporte público
En autobús ―guagua― queda conectada mediante la siguiente línea de TITSA:
| Línea | Trayecto                                      | Recorrido     |
| ----- | --------------------------------------------- | ------------- |
| 462   | Guía de Isora - Valle Santiago - Los Gigantes | Horario/Línea |